# Liste der Gerichte des Landes Sachsen-Anhalt
Die Liste der Gerichte des Landes Sachsen-Anhalt dient der Aufnahme der Gerichte des Landes Sachsen-Anhalt.
|                             | Obere Landesgerichte                                            | Untere Landesgerichte |
| Verfassungsgerichtsbarkeit  | Landesverfassungsgericht Sachsen-Anhalt (in Dessau-Roßlau)      | |
| Ordentliche Gerichtsbarkeit | Oberlandesgericht Naumburg                                      | Landgericht Dessau-Roßlau \| Amtsgerichte Bitterfeld-Wolfen \| Dessau-Roßlau \| Köthen \| Wittenberg \| Zerbst                                                         |
| Ordentliche Gerichtsbarkeit | Oberlandesgericht Naumburg                                      | Landgericht Halle \| Amtsgerichte Eisleben \| Halle (Saale) \| Merseburg \| Naumburg (Saale) \| Sangerhausen \| Weißenfels \| Zeitz                                    |
| Ordentliche Gerichtsbarkeit | Oberlandesgericht Naumburg                                      | Landgericht Magdeburg \| Amtsgerichte Aschersleben \| Bernburg \| Halberstadt \| Haldensleben \| Magdeburg \| Oschersleben \| Quedlinburg \| Schönebeck \| Wernigerode |
| Ordentliche Gerichtsbarkeit | Oberlandesgericht Naumburg                                      | Landgericht Stendal \| Amtsgerichte Burg \| Gardelegen \| Salzwedel \| Stendal                                                                                         |
| Arbeitsgerichtsbarkeit      | Landesarbeitsgericht Sachsen-Anhalt (in Halle (Saale))          | Arbeitsgerichte Dessau \| Halle \| Magdeburg \| Stendal |
| Finanzgerichtsbarkeit       | Finanzgericht des Landes Sachsen-Anhalt (in Dessau)             | |
| Sozialgerichtsbarkeit       | Landessozialgericht Sachsen-Anhalt (in Halle (Saale))           | Sozialgerichte Dessau-Roßlau \| Magdeburg \| Halle |
| Verwaltungsgerichtsbarkeit  | Oberverwaltungsgericht des Landes Sachsen-Anhalt (in Magdeburg) | Verwaltungsgerichte Halle \| Magdeburg |